# Heringen (Hünfelden)
Heringen ist einer von sieben Ortsteilen der Gemeinde Hünfelden im mittelhessischen Landkreis Limburg-Weilburg und liegt der Größe nach mit rund 1000 Einwohnern an vierter Stelle.

## Geographische Lage
Der Ort liegt am Rand des Herbachtales südlich der Bundesstraße 417.
Die in Nord-Süd-Richtung lang gestreckte Heringer Gemarkung liegt in der südwestlichsten Ecke des Landkreises Limburg-Weilburg. Sie grenzt von Norden nach Südosten im Uhrzeigersinn an die Hünfeldener Ortsteile Mensfelden, Nauheim, Neesbach und Kirberg. Im Süden grenzt Heringen an den hessischen Rheingau-Taunus-Kreis, genauer an den Aarbergener Ortsteil Panrod. Die westliche Gemarkungsgrenze, rund hundert Meter vom Ortsrand entfernt, ist zugleich Landesgrenze nach Rheinland-Pfalz, wo sich in unmittelbarer Nähe der Ort Netzbach (Rhein-Lahn-Kreis) befindet.
Die Gemarkung besteht in erster Linie aus landwirtschaftlich genutzter Fläche. Nur der südlichste Zipfel, zugleich mit bis zu 290 Metern (Römberg) der höchstgelegene Teil, ist mit Wald bedeckt. Am Nordrand des Orts Heringen entspringt der Herbach, der nach Norden abfließt.

## Geschichte

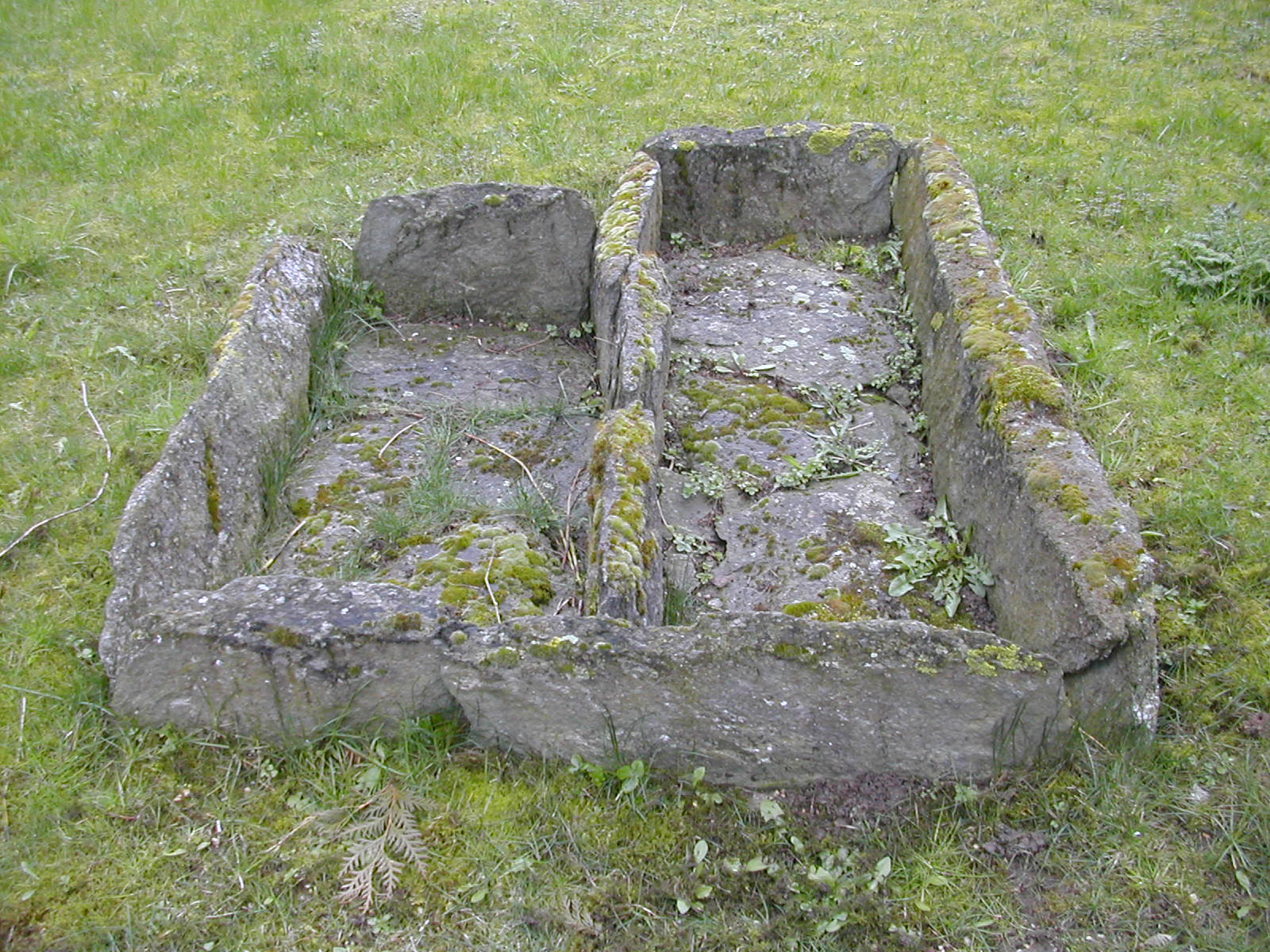
Steinkisten, heute nahe der Kirche ausgestellt

Heringen wurde im Jahr 790 in einer Schenkungsurkunde Karls des Großen an die Abtei Prüm bekanntermaßen erstmals erwähnt. Die ältesten Siedlungsfunde in der Heringer Gemarkung sind Hügelgräber am Römberg, die auf die Zeit von 800 bis 400 vor Christus datiert werden. Älter als die heutige Siedlung war vermutlich das Schwesterdorf Nieder- oder Kleinheringen, das sich ein wenig nördlich der heutigen Siedlung befand, im Quellgebiet der Herbachs. Dort wurden Steinkisten gefunden, die um das Jahr 800 herum angelegt wurden. Eines dieser Gräber ist heute am Kriegerdenkmal nahe der Heringer Kirche aufgestellt. Niederheringen fiel spätestens um 1450 wüst, möglicherweise als Folge der Pest, auch von einer Feuersbrunst berichten Quellen. Die bis dahin „Oberheringen“ genannte Siedlung wurde danach als „Heringen“ angesprochen.
Obwohl der Name vom Herbach abgeleitet ist und mit den Fischen nichts zu tun hat, zeigt das Ortswappen zwei gekreuzte, steigende Fische. Es geht auf das Gerichtssiegel aus dem 17. oder 18. Jahrhundert zurück. Eine niederadlige Familie „von Heryngen“, über die sonst nichts bekannt ist, führte es laut Urkunde von 1391 und 1457 im Schild. Der Name Heringen leitet sich aber wahrscheinlich von dem Bachlauf „Herbach“ durch den Ort ab.
Heringen war zumindest vom 14. bis 17. Jahrhundert Teil eines Amtes, das neben Kirberg auch Bubenheim, Sindersbach, Niederheringen (alle drei heute wüst), Ohren, Nauheim, Neesbach und Oberheringen, das heutige Heringen, umfasste.
Gemeinsam mit den übrigen Orten des Amtes bildete Heringen eine Markgenossenschaft, die ein ausgedehntes Waldgebiet besaß. Für Heringen ist bereits 1373 ein „Holzweiser“ als Markbeamter überliefert. Eine detaillierte Ordnung über Waldnutzung und Organe der Markgenossenschaft ist erstmals von 1661 überliefert.
Für 1301 ist eine Marienkapelle nachgewiesen, die 1380 mit einer Glocke ausgestattet wurde. Spätestens ab 1387 gehörte der Ort zur Pfarrei im benachbarten Mensfelden. 1580 bis 1600 folgte eine Sanierungsphase des Gotteshauses in dem inzwischen protestantisch gewordenen Dorf. Ab 1665 besaß der Ort eine eigene Schule. Zuvor waren die Kinder in Mensfelden unterrichtet worden. Haupt-Gottesdienstort blieb jedoch Mensfelden, was mit langen Fußmärschen für die Heringer verbunden war. Lediglich vier Mal im Jahr wurden auch in Heringen Heilige Messen gelesen. Von 1782 bis 1785 wurde die heutige klassizistische Kirche fertiggestellt. Die 6160 Gulden Baukosten brachten die Heringer mit Eigenleistung und aus Spenden auf, die im gesamten Fürstentum gesammelt wurden. 1818 wechselte Heringen zur Pfarrei Kirberg. 1848 wurde die Kirche in Heringen Sitz einer eigenständigen Pfarrgemeinde. 1825 wurde eine Orgel installiert, die aus einem ehemaligen Franziskanerkloster in Hadamar stammt. 1893 wurde ein Pfarrhaus errichtet.
1750 sind erstmals jüdische Einwohner vermeldet. Zunächst war die Kirberger Synagoge ihr Gotteshaus, um 1850 erhielten sie eine Filialsynagoge in der Hauptstraße, Kirberg blieb aber Sitz der Gemeinde.
1830 wurde ein Rathaus errichtet und 1845 eine Schule, die zunächst als zweiklassige Volksschule und heute als Dorfgemeinschaftshaus dient. Von 1830 bis 1860 wurden fast hundert Auswanderer in die USA gezählt. 1925 entstand eine Turnhalle, die 2007 zur Mehrzweckhalle ausgebaut wurde. 1911 erhielt Heringen eine eigene Stromversorgung mit Hilfe einer Dampfmaschine. Erst in den 1920er Jahren wurde Heringen an das Überland-Stromnetz angeschlossen.
Der Gesangverein „Eintracht“ wurde 1844 als Männergesangverein gegründet. Sinkende Mitgliederzahlen zwangen 1972 zur Umwandlung in einen gemischten Chor und 2005 zur Auflösung.
Die Turnhalle entstand 1925 und beherbergt neben sportlichen auch kulturelle und gesellschaftliche Veranstaltungen. Am 23. August 2008 wurde sie nach einer längeren Modernisierungsphase als Mehrzweckhalle mit angrenzendem Sportplatz neu eröffnet. Das 1954 gebaute und 1988 erweiterte Feuerwehrhaus steht über der ehemaligen Viehtränke des Orts, die heute als 95 Kubikmeter fassenden Löschwasserteich dient.
Hessische Gebietsreform (1970–1977)
Zum 1. Oktober 1971 fusionierte Heringen im Zuge der Gebietsreform in Hessen mit sechs weiteren bis dahin selbständigen Gemeinden freiwillig zur neuen Gemeinde Hünfelden.
Für die ehemals eigenständigen Gemeinden von Hünfeld wurde je ein Ortsbezirke mit Ortsbeirat und Ortsvorsteher nach der Hessischen Gemeindeordnung gebildet.
Verwaltungsgeschichte im Überblick
Die folgende Liste zeigt im Überblick die Herrschaftsgebiete und Staaten, in denen Heringen lag, bzw. die Verwaltungseinheiten, denen es unterstand:
- vor 1806: Heiliges Römisches Reich, Amt Kirberg (halb Fürstentum Nassau-Diez, halb Fürstentum Nassau-Usingen)
- ab 1806: Herzogtum Nassau, Amt Kirberg (Gemeinschaftsbesitz von Nassau-Usingen und Nassau-Oranien)
- ab 1816: Herzogtum Nassau[Anm. 1], Amt Limburg
- ab 1849: Herzogtum Nassau, Kreisamt Limburg[Anm. 2]
- ab 1854: Herzogtum Nassau, Amt Limburg
- ab 1867: Norddeutscher Bund[Anm. 3], Königreich Preußen, Provinz Hessen-Nassau, Regierungsbezirk Wiesbaden, Unterlahnkreis[Anm. 4]
- ab 1871: Deutsches Reich, Königreich Preußen, Provinz Hessen-Nassau, Regierungsbezirk Wiesbaden, Unterlahnkreis
- ab 1887: Deutsches Reich, Königreich Preußen, Provinz Hessen-Nassau, Regierungsbezirk Wiesbaden, Kreis Limburg
- ab 1918: Deutsches Reich, Freistaat Preußen, Provinz Hessen-Nassau, Regierungsbezirk Wiesbaden, Kreis Limburg
- ab 1944: Deutsches Reich, Freistaat Preußen, Provinz Nassau, Landkreis Limburg
- ab 1945: Amerikanische Besatzungszone, Groß-Hessen, Regierungsbezirk Wiesbaden, Landkreis Limburg
- ab 1946: Amerikanische Besatzungszone, Hessen, Regierungsbezirk Wiesbaden, Landkreis Limburg
- ab 1949: Bundesrepublik Deutschland, Hessen, Regierungsbezirk Wiesbaden, Landkreis Limburg
- ab 1968: Bundesrepublik Deutschland, Hessen, Regierungsbezirk Darmstadt, Landkreis Limburg
- ab 1971: Bundesrepublik Deutschland, Hessen, Regierungsbezirk Darmstadt, Landkreis Limburg, Gemeinde Hünfelden[Anm. 5]
- ab 1974: Bundesrepublik Deutschland, Hessen, Regierungsbezirk Darmstadt, Landkreis Limburg-Weilburg, Gemeinde Hünfelden
- ab 1981: Bundesrepublik Deutschland, Hessen, Regierungsbezirk Gießen, Landkreis Limburg-Weilburg, Gemeinde Hünfelden

## Bevölkerung
Einwohnerentwicklung
| Heringen: Einwohnerzahlen von 1834 bis 2018 | Heringen: Einwohnerzahlen von 1834 bis 2018 | Heringen: Einwohnerzahlen von 1834 bis 2018 | Heringen: Einwohnerzahlen von 1834 bis 2018 | Heringen: Einwohnerzahlen von 1834 bis 2018 |
| --- | ------------------------------------------- | ------------------------------------------- | ------------------------------------------- | ------------------------------------------- |
| Jahr |                                             |                                             |                                             | Einwohner                                   |
| 1834 | 1834                                        |                                             | 598                                         | 598                                         |
| 1840 | 1840                                        |                                             | 587                                         | 587                                         |
| 1846 | 1846                                        |                                             | 713                                         | 713                                         |
| 1852 | 1852                                        |                                             | 684                                         | 684                                         |
| 1858 | 1858                                        |                                             | 697                                         | 697                                         |
| 1864 | 1864                                        |                                             | 721                                         | 721                                         |
| 1871 | 1871                                        |                                             | 701                                         | 701                                         |
| 1875 | 1875                                        |                                             | 606                                         | 606                                         |
| 1885 | 1885                                        |                                             | 628                                         | 628                                         |
| 1895 | 1895                                        |                                             | 646                                         | 646                                         |
| 1905 | 1905                                        |                                             | 667                                         | 667                                         |
| 1910 | 1910                                        |                                             | 646                                         | 646                                         |
| 1925 | 1925                                        |                                             | 666                                         | 666                                         |
| 1939 | 1939                                        |                                             | 578                                         | 578                                         |
| 1946 | 1946                                        |                                             | 863                                         | 863                                         |
| 1950 | 1950                                        |                                             | 815                                         | 815                                         |
| 1956 | 1956                                        |                                             | 680                                         | 680                                         |
| 1961 | 1961                                        |                                             | 668                                         | 668                                         |
| 1967 | 1967                                        |                                             | 688                                         | 688                                         |
| 1970 | 1970                                        |                                             | 713                                         | 713                                         |
| 1980 | 1980                                        |                                             | ?                                           | ?                                           |
| 1990 | 1990                                        |                                             | ?                                           | ?                                           |
| 2002 | 2002                                        |                                             | 1.063                                       | 1.063                                       |
| 2011 | 2011                                        |                                             | 981                                         | 981                                         |
| 2018 | 2018                                        |                                             | 983                                         | 983                                         |
| Datenquelle: Historisches Gemeindeverzeichnis für Hessen: Die Bevölkerung der Gemeinden 1834 bis 1967. Wiesbaden: Hessisches Statistisches Landesamt, 1968. Weitere Quellen: LAGIS; nach 1970: Gemeinde Hünfelden Zensus 2011 |                                             |                                             |                                             |                                             |

Einwohnerstruktur 2011
Nach den Erhebungen des Zensus 2011 lebten am Stichtag dem 9. Mai 2011 in Heringen 981 Einwohner. Darunter waren 33 (3,4 %) Ausländer.
Nach dem Lebensalter waren 165 Einwohner unter 18 Jahren, 423 zwischen 18 und 49, 216 zwischen 50 und 64 und 177 Einwohner waren älter.
Die Einwohner lebten in 411 Haushalten. Davon waren 93 Singlehaushalte, 147 Paare ohne Kinder und 129 Paare mit Kindern, sowie 36 Alleinerziehende und 6 Wohngemeinschaften. In 75 Haushalten lebten ausschließlich Senioren und in 285 Haushaltungen lebten keine Senioren.
Historische Religionszugehörigkeit
- 1885: 616 evangelische (= 98,09 %), ein katholischer (= 0,16 %), 11 jüdische (= 1,75 %) Einwohner[5]
- 1961: 570 evangelische (= 85,33 %), 97 katholische (= 14,52 %) Einwohner[5]

## Kultur und Sehenswürdigkeiten

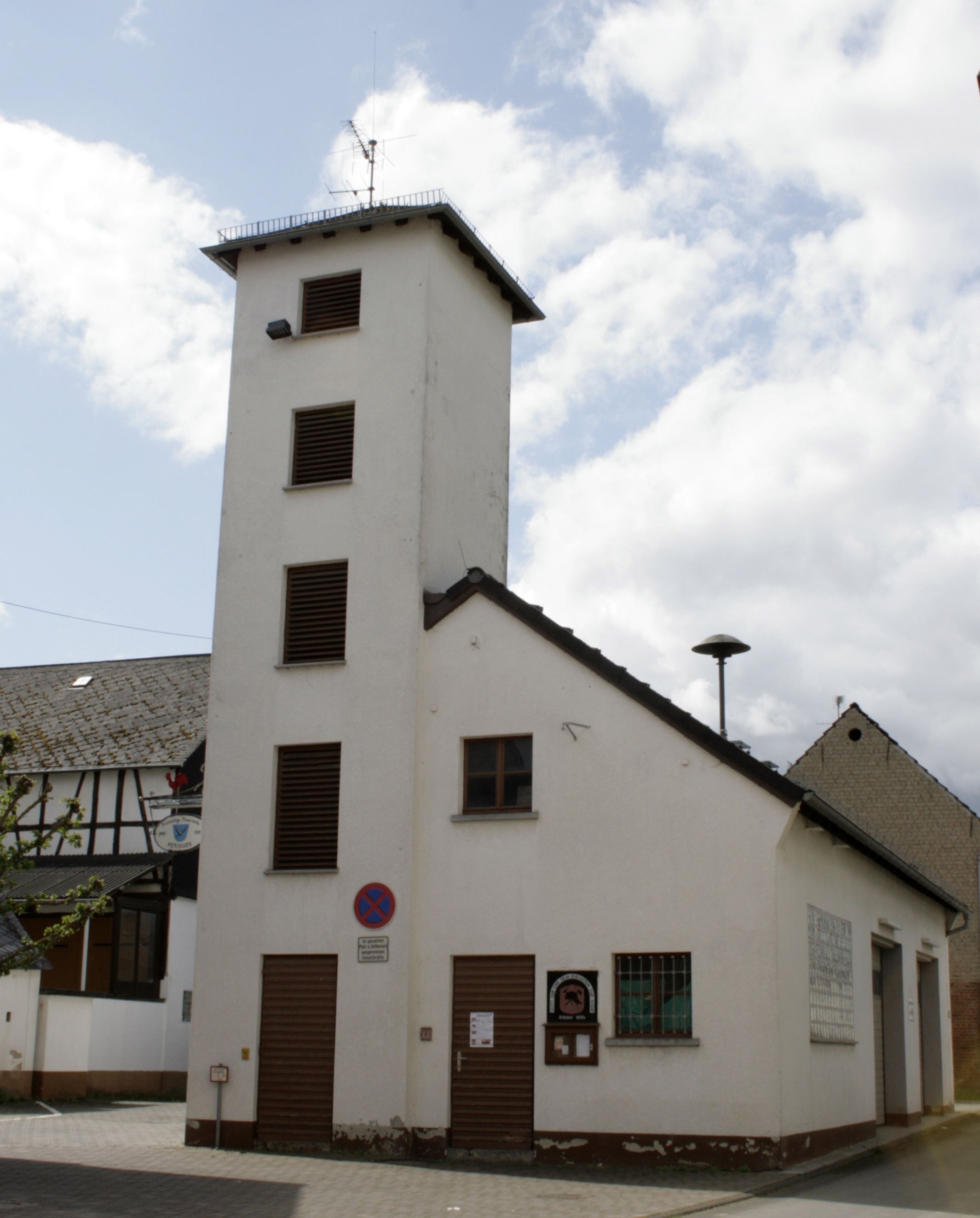
Feuerwehrhaus Heringen

### Vereine
Der heutige Turn- und Sportverein ist der älteste noch bestehende Verein des Orts. Im Jahr 1895 wurde der Turnverein gegründet, der sich 1974 mit dem seit 1946 bestehenden Sportverein zusammenschloss. Außerdem sind ein Reit- und Fahrclub für den Pferdesport, zwei Hundevereine, ein Geflügel-, ein Kaninchenzucht-, ein Angel- und ein Landfrauenverein sowie eine Ortsgruppe des VdK (gemeinsam mit Mensfelden) vorhanden. Die Freiwillige Feuerwehr Heringen besteht seit 1909 und führt ab 12. Januar 1974 die Jugendfeuerwehr und ab 5. April 2008 die Kinderfeuerwehr. Im Dorfgemeinschaftshaus „Alte Schule“ ist ein Chronikraum untergebracht, in dem sich mit der Ortsgeschichte befasst wird.

### Regelmäßige Veranstaltungen
Die Kirmes wird jedes Jahr am letzten Wochenende im Oktober gefeiert.

### Bauwerke
Denkmalgeschütztes Gebäude/Hauptstraße 53:
Bei diesem zwischen 1840 und 1850 errichteten Wohngebäude handelt es sich um eine Anwendung der äußerst seltenen Stampflehmbauweise. Einfache Ecklisenen stellen den einzigen Fassadenschmuck des ansonsten auf der Straßenseite in spätklassizistischer Schlichtheit und Symmetrie gehaltenen Baus dar. Wichtiges Baudetail ist der Eingangsbereich. Dort sind am Windfang noch Reste biedermeierlicher Ornamentmalerei mit Friesen und Blumenmotiven erhalten. Auch die Kassettentür zeigt klare Charakteristika dieser Gestaltungsepoche. Im Inneren verfügt das Gebäude über zwei Vollgeschosse, ein zu Wohnzwecken ausgebautes Dachgeschoss und eine Unterkellerung der zur Eingangsseite gewandten Haushälfte. Die Wohnräume sind in eine Haupt- und eine Einliegerwohnung aufgeteilt. Die Bruttogrundfläche wird auf rund 290 Quadratmeter geschätzt.
Eine letzte tiefgreifende Sanierung fand im Jahr 1998 statt. Wichtigster Eingriff in diesem Rahmen war die Errichtung eines Treppenhauses zentral vor der straßenabgewandten Fassade. Dabei wurde auch das zuvor schlichte Satteldach durch den Anbau durch eine großformatige Gaube stark verändert. Die restliche Dachfläche wurde vollständig erneuert, aber in etwa in ihrer vormaligen Kubatur beibehalten. Weitere deutliche Veränderungen dieser Bauphase betrafen die Verdopplung der Fensterzahl in den Dachgeschoss-Giebeln auf jeweils zwei. Zur Straßenseite hin blieb die Fassade weitgehend unverändert. Auch im Inneren fanden 1998 Modernisierungsarbeiten statt.

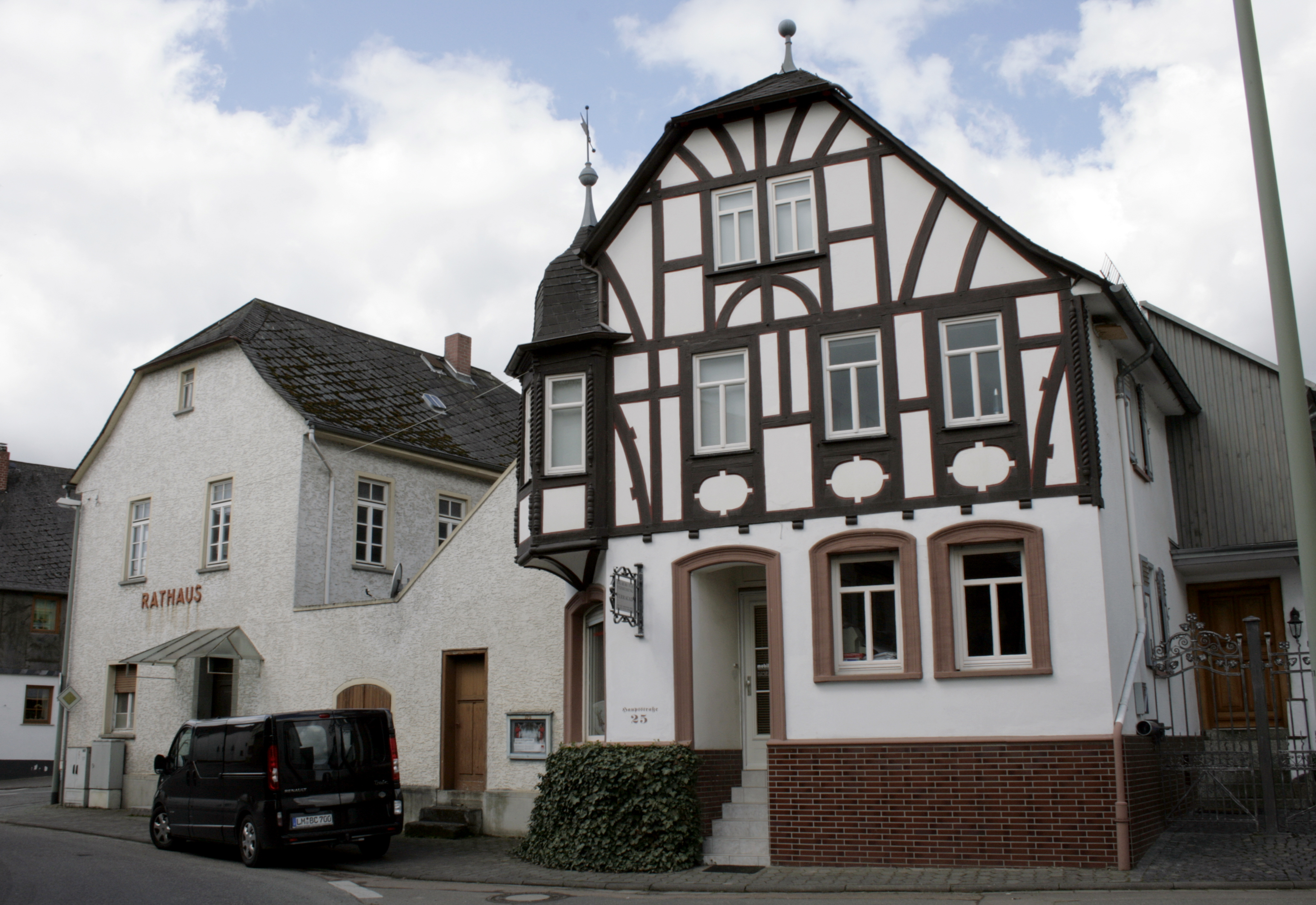
Ehemaliges Rathaus (links) und ehemalige Poststation
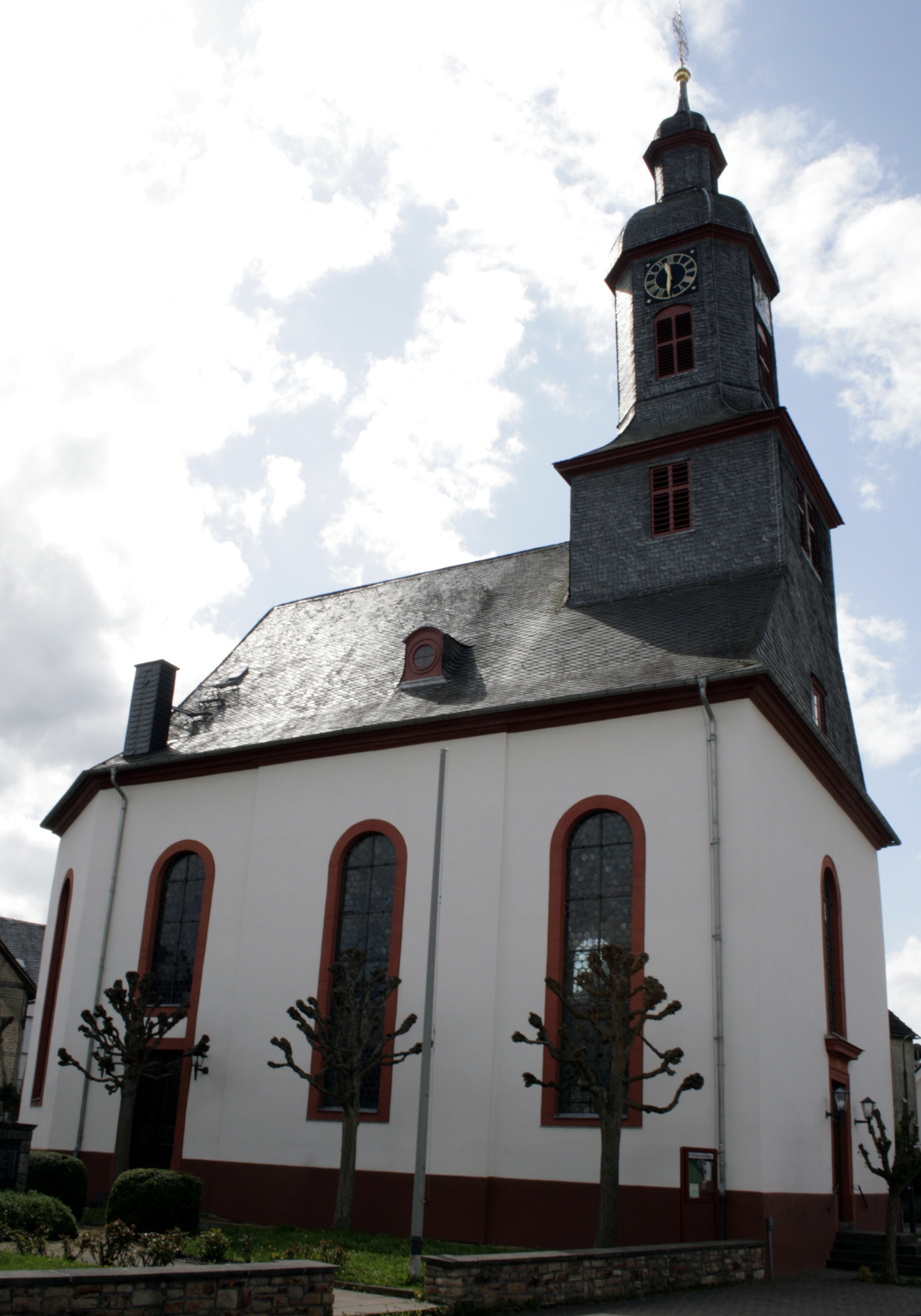
Kirche
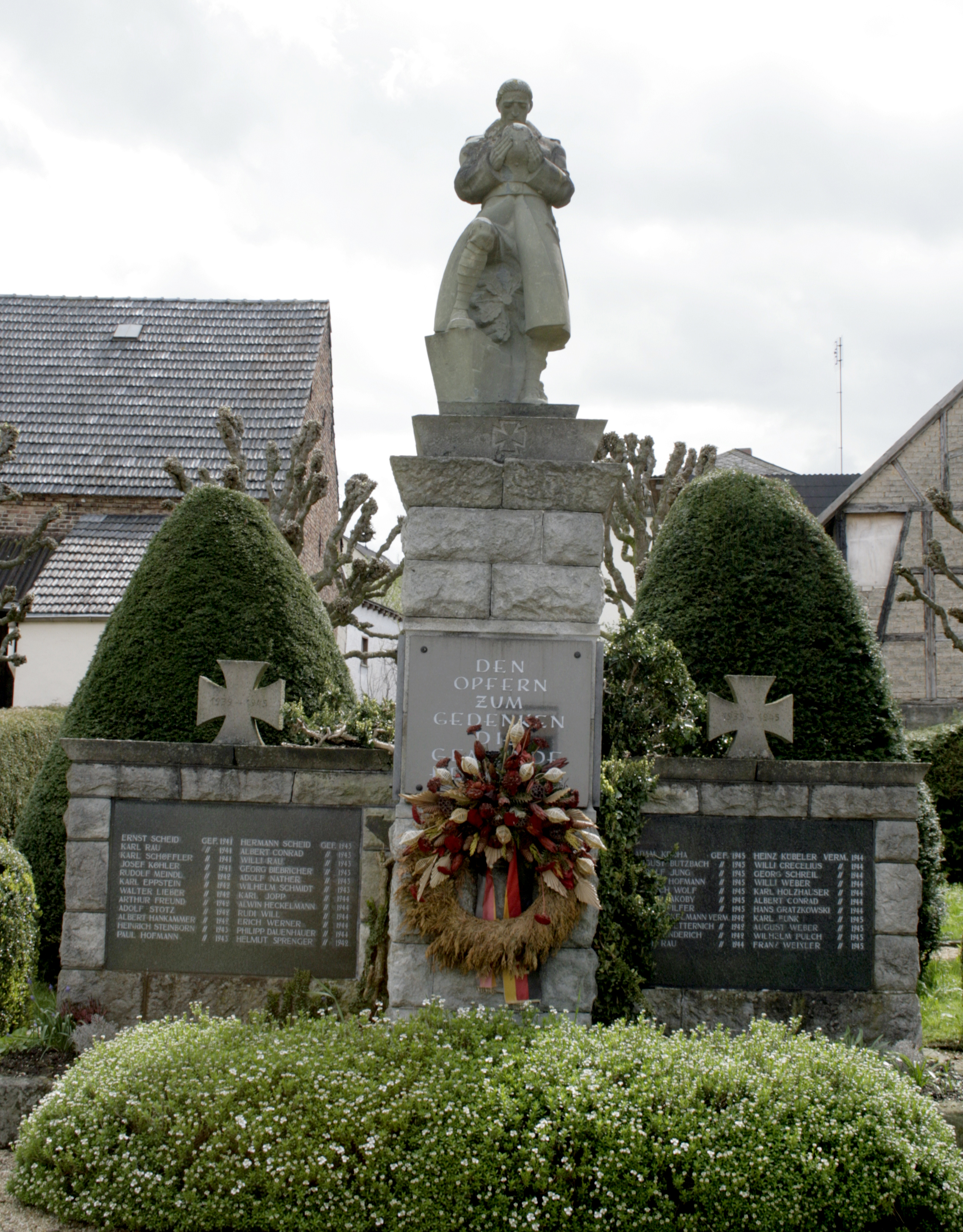
Kriegerdenkmal
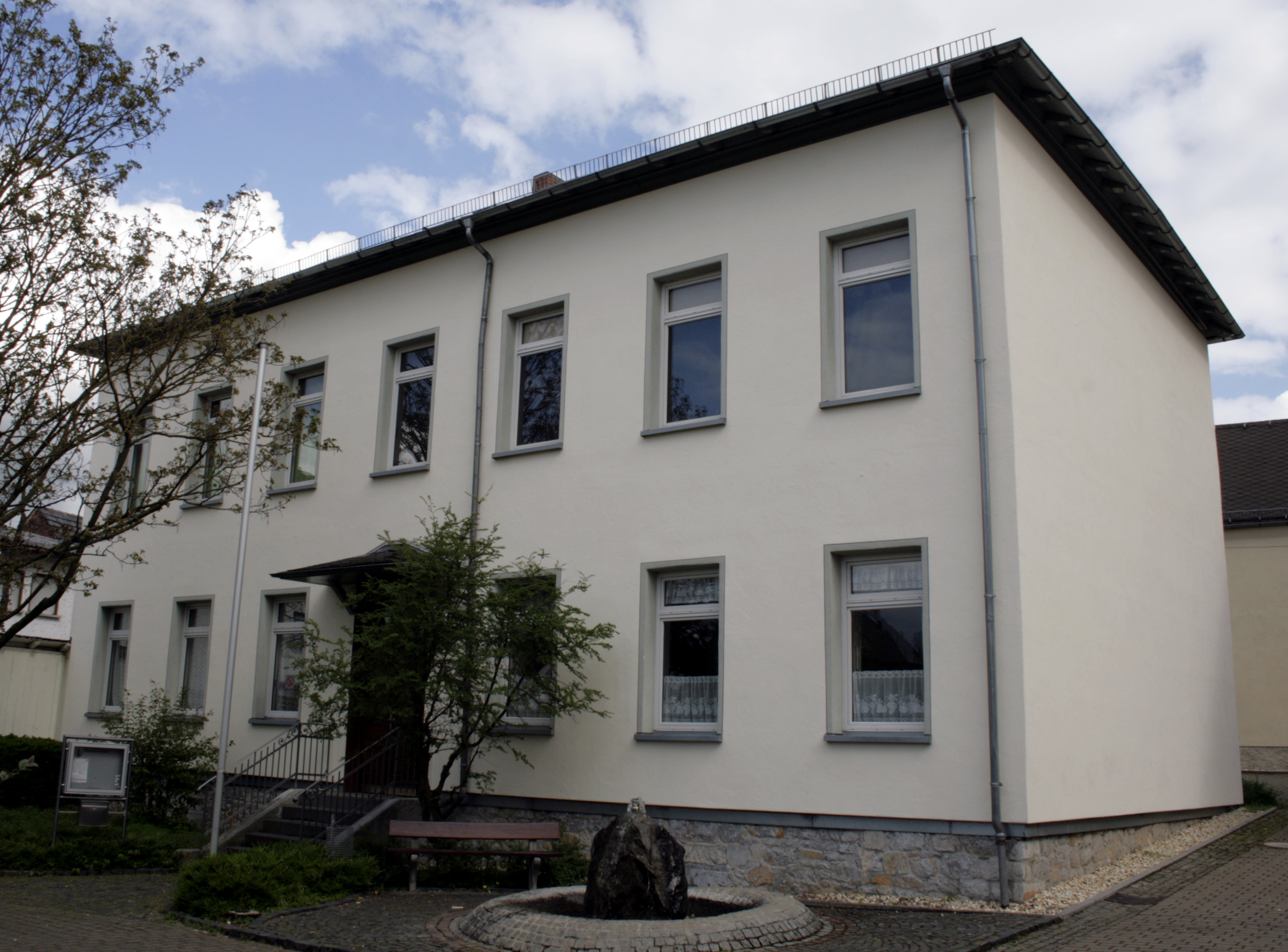
Alte Schule, heute Dorfgemeinschaftshaus

## Infrastruktur
Seit dem Jahr 1909 sorgt die Freiwillige Feuerwehr Heringen (seit 12. Januar 1974 mit Jugendfeuerwehr und ab 5. April 2008 mit Kinderfeuerwehr) für den abwehrenden Brandschutz und die allgemeine Hilfe in diesem Ort.